# 26276 Natrees
26276 Natrees è un asteroide della fascia principale. Scoperto nel 1998, presenta un'orbita caratterizzata da un semiasse maggiore pari a 2,1689193 UA e da un'eccentricità di 0,1548268, inclinata di 2,08129° rispetto all'eclittica.